# Venturia longipropodeum
Venturia longipropodeum är en stekelart som först beskrevs av Tohru Uchida 1942.  Venturia longipropodeum ingår i släktet Venturia och familjen brokparasitsteklar. Inga underarter finns listade i Catalogue of Life.